# Carl Eduard Adolph Gerstaecker
Carl Eduard Adolph Gerstaecker (Berlino, 30 agosto 1828 – Greifswald, 20 giugno 1895) è stato uno zoologo ed entomologo tedesco.

## Biografia
Studiò medicina e scienze naturali a Berlino, ricevendo il dottorato di ricerca nel 1855 come allievo di Johann Christoph Friedrich Klug. Nel 1856 ottenne la sua abilitazione per la zoologia, e subito dopo, diventò un curatore del Museum für Naturkunde. Nel 1864 iniziò a lavorare come docente presso la Landwirtschaftlichen Lehranstalt di Berlino. Nel 1874 diventò professore associato di zoologia presso l'Università di Berlino, e nel 1876, professore di zoologia presso l'Università di Greifswald.

## Opere
- Monographie der Endomychiden (1858) – Monograph on Endomychidae.
- Handbuch der Zoologie (con Wilhelm Peters e Julius Victor Carus), Leipsia (1863-1875).
- Handbuch der zoologie. Zweiter Band.
- Arthropoda, in Klassen und Ordnungen des Thierreichs, ) 1866-93.
- Beitrag zur Insekten-Fauna von Zanzibar. Parts [1]-3. (1866).
- Das Skelet des Döglings Hyperoodon Rostratus (Pont.) Ein Beitrag zur Osteologie der Cetaceen und zur vergleichenden Morphologie der Wirbelsäule, (1887)[2]